# Quinchao (gemeente)
Quinchao is een gemeente in de Chileense provincie Chiloé in de regio Los Lagos. Quinchao telde 8.088 inwoners in 2017.